# یک روز مانند یک شیر (فیلم)
یک روز مانند یک شیر (به انگلیسی: One Day as a Lion) فیلمی محصول سال ۲۰۲۳ و به کارگردانی جان سواب است. در این فیلم بازیگرانی همچون اسکات کان، فرانک گریلو، جی. کی. سیمونز، ویرجینیا مادسن و تارین منینگ ایفای نقش کرده‌اند.